# Jacobsdorf
Jacobsdorf ist eine amtsangehörige Gemeinde im Landkreis Oder-Spree in Brandenburg (Deutschland). Sie wird vom Amt Odervorland verwaltet.

## Geografie

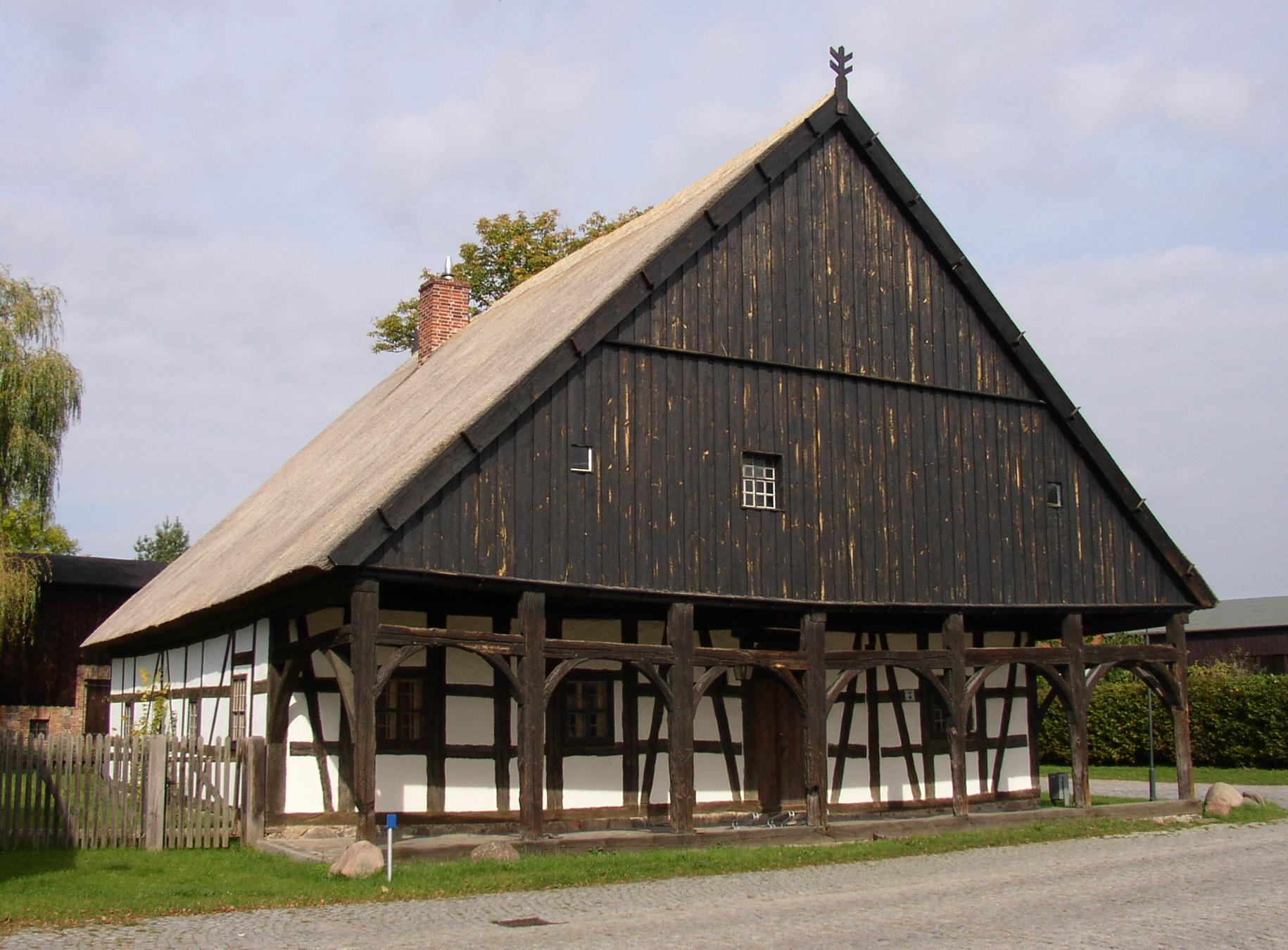
Denkmalgeschütztes Vorlaubenhaus in Pillgram

Jacobsdorf liegt etwa 15 km westlich des Stadtzentrums von Frankfurt (Oder) in einer durch die Weichsel-Kaltzeit entstandenen Landschaft auf der Lebuser Platte an deren Übergang zum Berliner Urstromtal. Die unmittelbare Umgebung des Ortes ist landwirtschaftlich geprägt und nahezu waldfrei.

## Gemeindegliederung
Laut ihrer Hauptsatzung hat die Gemeinde folgende Ortsteile:
- Jacobsdorf (etwa 700 Einwohner)
- Petersdorf (etwa 250 Einwohner)
- Pillgram (etwa 700 Einwohner)
- Sieversdorf (etwa 300 Einwohner)[3]

Hinzu kommen die Wohnplätze Ausbau Autobahn, Bahnhofssiedlung, Thomasaue und Vorwerk.

## Geschichte
Die Dorfgründung erfolgte vermutlich um 1280. Unter dem Namen Jacobsdorph fand der Ort seine erste urkundliche Erwähnung 1343.
Jacobsdorf und seine heutigen Ortsteile gehörten seit 1817 zum Kreis Lebus in der Provinz Brandenburg und ab 1952 zum Kreis Fürstenwalde im DDR-Bezirk Frankfurt (Oder). Seit 1993 liegt die Gemeinde im brandenburgischen Landkreis Oder-Spree.
Petersdorf und Pillgram wurden am 31. Dezember 1998, Sieversdorf am 26. Oktober 2003 eingemeindet.

## Bevölkerungsentwicklung
| Jahr | Einwohner |
| ---- | --------- |
| 1875 | 739       |
| 1890 | 600       |
| 1910 | 800       |
| 1925 | 669       |
| 1933 | 737       |
| 1939 | 761       |

| Jahr | Einwohner |
| ---- | --------- |
| 1946 | 844       |
| 1950 | 920       |
| 1964 | 833       |
| 1971 | 831       |
| 1981 | 652       |
| 1985 | 613       |

| Jahr | Einwohner |
| ---- | --------- |
| 1990 | 0 633     |
| 1995 | 0 591     |
| 2000 | 1 640     |
| 2005 | 1 987     |
| 2010 | 1 880     |
| 2015 | 1 863     |

| Jahr | Einwohner |
| ---- | --------- |
| 2020 | 1 895     |
| 2021 | 1 884     |
| 2022 | 1 858     |
| 2023 | 1 854     |
| 2024 | 1 849     |

Gebietsstand des jeweiligen Jahres, Einwohnerzahl: Stand 31. Dezember (ab 1991), ab 2011 auf Basis des Zensus 2011, ab 2022 auf Basis des Zensus 2022
Die Zunahme der Einwohnerzahl 2000 ist auf die Eingemeindung von Petersdorf und Pillgram im Jahr 1998 zurückzuführen.

## Politik

### Gemeindevertretung
Die Gemeindevertretung von Jacobsdorf besteht aus 12 Gemeindevertretern und dem ehrenamtlichen Bürgermeister. Die Kommunalwahl am 9. Juni 2024 führte bei einer Wahlbeteiligung von 72,7 % zu folgendem Ergebnis:
| Partei / Wählergruppe                                   | Stimmenanteil 2019 | Sitze 2019 |        | Stimmenanteil 2024 | Sitze 2024 |
| ------------------------------------------------------- | ------------------ | ---------- | ------ | ------------------ | ---------- |
| Wählergruppe für alle Ortsteile der Gemeinde Jacobsdorf | 28,8 %             | 3          | 32,1 % | 4                  |            |
| Unabhängige Wählerliste Pillgram                        | 21,9 %             | 3          | 27,2 % | 3                  |            |
| Wählergruppe Unabhängige Bürger                         | 15,9 %             | 2          | 16,7 % | 2                  |            |
| Wählergruppe Petersdorf                                 | 08,2 %             | 1          | 09,0 % | 1                  |            |
| CDU                                                     | 09,3 %             | 1          | 07,6 % | 1                  |            |
| Wählervereinigung Sieversdorf                           | 09,5 %             | 1          | 07,3 % | 1                  |            |
| SPD                                                     | 06,4 %             | 1          | –      | –                  |            |
| Insgesamt                                               | 100 %              | 12         | 100 %  | 12                 |            |

### Bürgermeister
- 1998–2019: Detlef Gasche (Wählergruppe Unabhängige Bürger)[14]
- seit 2019: Peter Stumm (Einzelbewerber)

Stumm wurde in der Bürgermeisterwahl am 26. Mai 2019 mit 68,4 % der gültigen Stimmen gewählt. In der Bürgermeisterstichwahl am 30. Juni 2024 wurde er mit 61,4 % der gültigen Stimmen in seinem Amt bestätigt. Seine Amtszeit beträgt fünf Jahre.

## Sehenswürdigkeiten

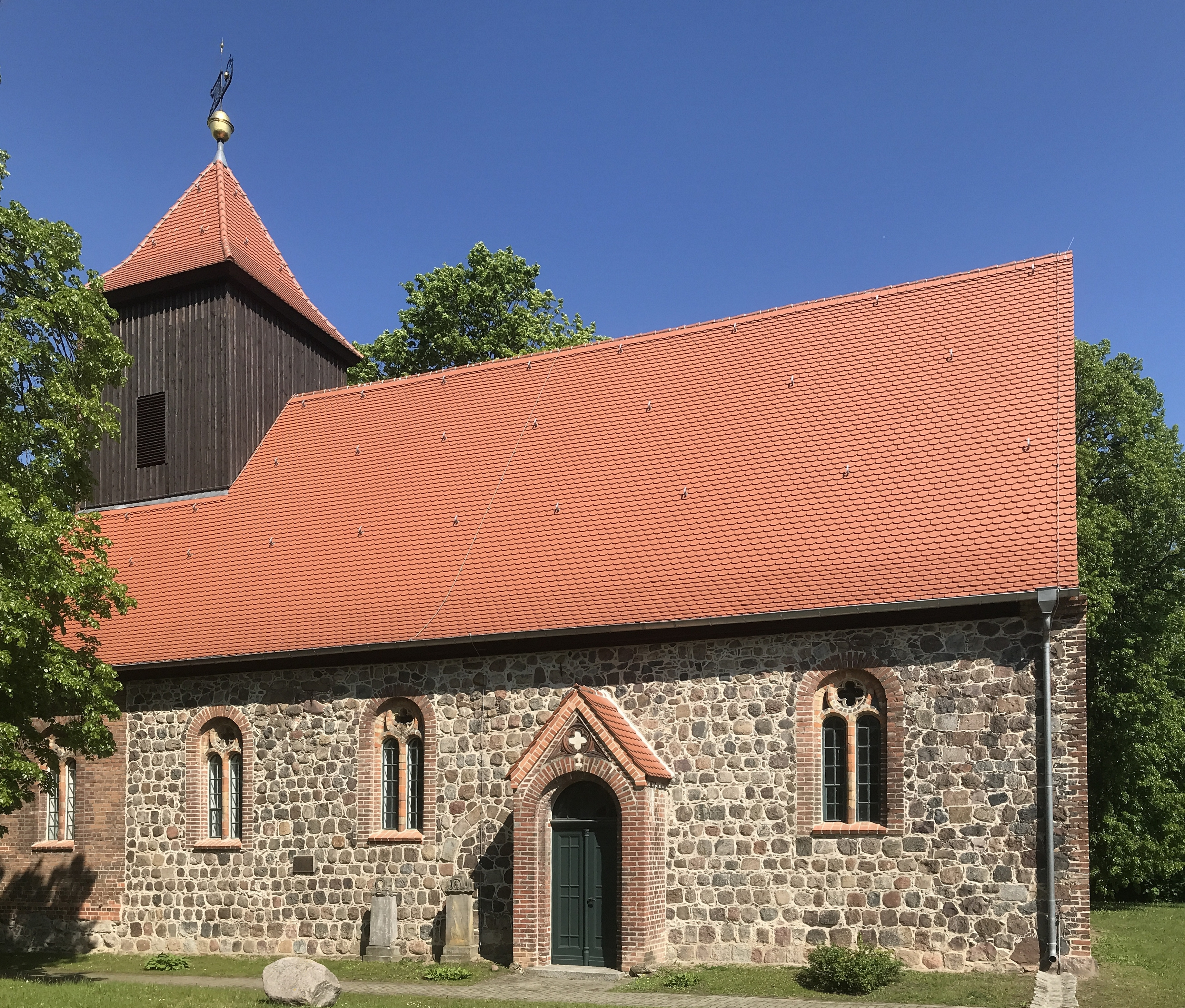
Dorfkirche Jacobsdorf

In der Liste der Baudenkmale in Jacobsdorf und in der Liste der Bodendenkmale in Jacobsdorf stehen die in der Denkmalliste des Landes Brandenburgs eingetragenen Kulturdenkmale.
- Dorfkirche Jacobsdorf, Feldsteinkirche aus dem 13. /14. Jahrhundert, wurde nach 1860 nach Westen hin verlängert und erhielt einen verbretterten Dachturm. An der Außenseite der Kirche stehen drei Epitaphe aus dem Ende des 18. Jahrhunderts. Sie besaß bis zum Zweiten Weltkrieg drei Bronzeglocken. 1942 mussten alle Glocken zur Buntmetallgewinnung abgeliefert werden[5]. Zwei wurden jedoch nicht eingeschmolzen und kehrten zum Ort zurück; die dritte blieb bis heute verschollen.
- Dorfkirche Petersdorf
- Gutshaus des ehemaligen Rittersitzes in Petersdorf
- Vorlaubenhaus (1594/1595 im altgermanischen Stil erbaut) in Pillgram
- Dorfkirche Sieversdorf
- Gutshaus (1689 erbaut) mit barocken Stuckdekorationen in Sieversdorf

## Wirtschaft und Infrastruktur

### Wirtschaft
- Orgelwerkstatt Scheffler
- Einkaufszentrum Jacobsdorf

Neben Handwerksbetrieben wird die Wirtschaft im Ort von der Tierproduktion und dem Tabakanbau geprägt.

### Verkehr
Durch Jacobsdorf führt die Landesstraße L 37 von Petershagen an der Bundesstraße 5 nach Müllrose. Die nächstgelegene Autobahnanschlussstelle ist Müllrose an der A 12.
Die Haltepunkte Jacobsdorf (Mark) und Pillgram an der Bahnstrecke Berlin–Frankfurt (Oder) werden von der Regionalexpresslinie RE 1 Magdeburg–Berlin–Frankfurt (Oder) bedient.

## Persönlichkeiten
- Gottlieb Samuel Treuer (1683–1743), Hochschullehrer in Göttingen, in Jacobsdorf geboren
- Ernst Jähde (1860–1923), Erfinder und Unternehmer, in Pillgram geboren